# Mathieu van der Poel
Mathieu van der Poel (Kapellen, 19 gennaio 1995) è un ciclista su strada, ciclocrossista e mountain biker olandese di origini francesi, che corre per il team Alpecin-Deceuninck.
Figlio di Adrie van der Poel e nipote di Raymond Poulidor, entrambi già ciclisti, è un atleta polivalente. Soprannominato L'Olandese Volante, nella specialità del ciclocross ha vinto sette titoli mondiali Elite (nel 2015, 2019, 2020, 2021, 2023, 2024 e 2025), una Coppa del mondo, tre titoli europei, quattro Superprestige e due DVV Verzekeringen Trofee. Su strada è specialista nelle classiche: ha vinto due edizioni della Milano-Sanremo (nel 2023 e 2025), tre del Giro delle Fiandre (nel 2020, 2022 e 2024) e tre della Parigi-Roubaix (nel 2023, 2024 e 2025), oltre a una tappa al Giro d'Italia e due al Tour de France (una nel 2021 ed una nel 2025); con la Nazionale, dopo essersi laureato campione del mondo Juniores 2013 a Firenze, ha conquistato l'argento ai campionati europei 2018 di Glasgow ed è diventato, sempre a Glasgow, campione del mondo Elite 2023. Nel cross country in mountain bike è stato invece bronzo ai campionati del mondo 2018 e campione europeo 2019; nel gravel è campione del mondo 2024 e annovera inoltre una medaglia di bronzo ai campionati del mondo 2022.

## Carriera

### Gli esordi e le vittorie da Junior
Specializzato nel ciclocross, come il padre Adrie e il fratello David, Mathieu van der Poel inizia a gareggiare nel 2009, classificandosi subito secondo nella categoria debuttanti ai campionati nazionali olandesi di Heerlen. Dopo un'ottima stagione 2010-2011 nella categoria cadetti, l'inverno successivo passa agli Juniors, laureandosi campione mondiale, europeo e olandese di categoria e non riuscendo a raggiungere il primo posto in una sola occasione, a Ruddervoorde. La stagione 2012-2013 vede quindi Van der Poel affermarsi in ognuna delle trenta gare di ciclocross a cui prende parte, riuscendo a difendere con successo i titoli mondiale, europeo e olandese nella categoria Juniors.
Attivo anche su strada, sulle orme del nonno Raymond Poulidor, nel 2011 conquista il titolo di campione nazionale Allievi a cronometro e nel 2013 quello in linea Juniors. Sempre tra gli Juniors, dopo il nono posto in linea ai campionati del mondo 2012 a Valkenburg, nel 2013 a Firenze si laurea campione del mondo in linea grazie a un attacco in solitaria all'ultimo giro; nella stessa stagione 2013 si aggiudica anche il Trophée Centre Morbihan, corse a tappe valida per la Coppa delle Nazioni.

### 2013-2014: le vittorie da Under-23 e nell'Europe Tour
Il successivo passaggio agli Under-23 di ciclocross per il 2013-2014 gli consente di conquistare l'argento di categoria ai campionati europei e il bronzo ai campionati del mondo di Hoogerheide, e, sempre come Under-23, il titolo nazionale olandese, la classifica finale del Superprestige e il secondo posto al Bpost Bank Trofee. Passato anche su strada alla categoria Under-23/Elite con il team Continental belga BKCP-Powerplus, tra maggio e agosto 2014 partecipa a numerose gare dell'Europe Tour, vincendo la Ronde van Limburg davanti a numerosi professionisti, una tappa al Tour Alsace e una frazione e la classifica finale del Baltic Chain Tour.

### 2015-2017: l'affermazione tra gli Elite
Dopo solo un anno da Under-23, nel 2014-2015 passa alla categoria Elite di ciclocross sempre con il team BKCP-Corendon. Nella stagione del debutto riesce a laurearsi campione del mondo Elite a Tábor davanti all'altro talento Wout Van Aert e al connazionale Lars van der Haar; vince inoltre tre prove e la classifica generale del Superprestige e il suo primo titolo olandese Elite. Nel 2015-2016 si aggiudica tre gare di Superprestige, il secondo titolo nazionale e quattro prove su sette in Coppa del mondo; in classifica di Coppa conclude però solo quinto, e anche ai campionati del mondo a Heusden-Zolder si piazza quinto, non riuscendo a difendere il titolo anche a causa di un incidente con Van Aert a metà gara.

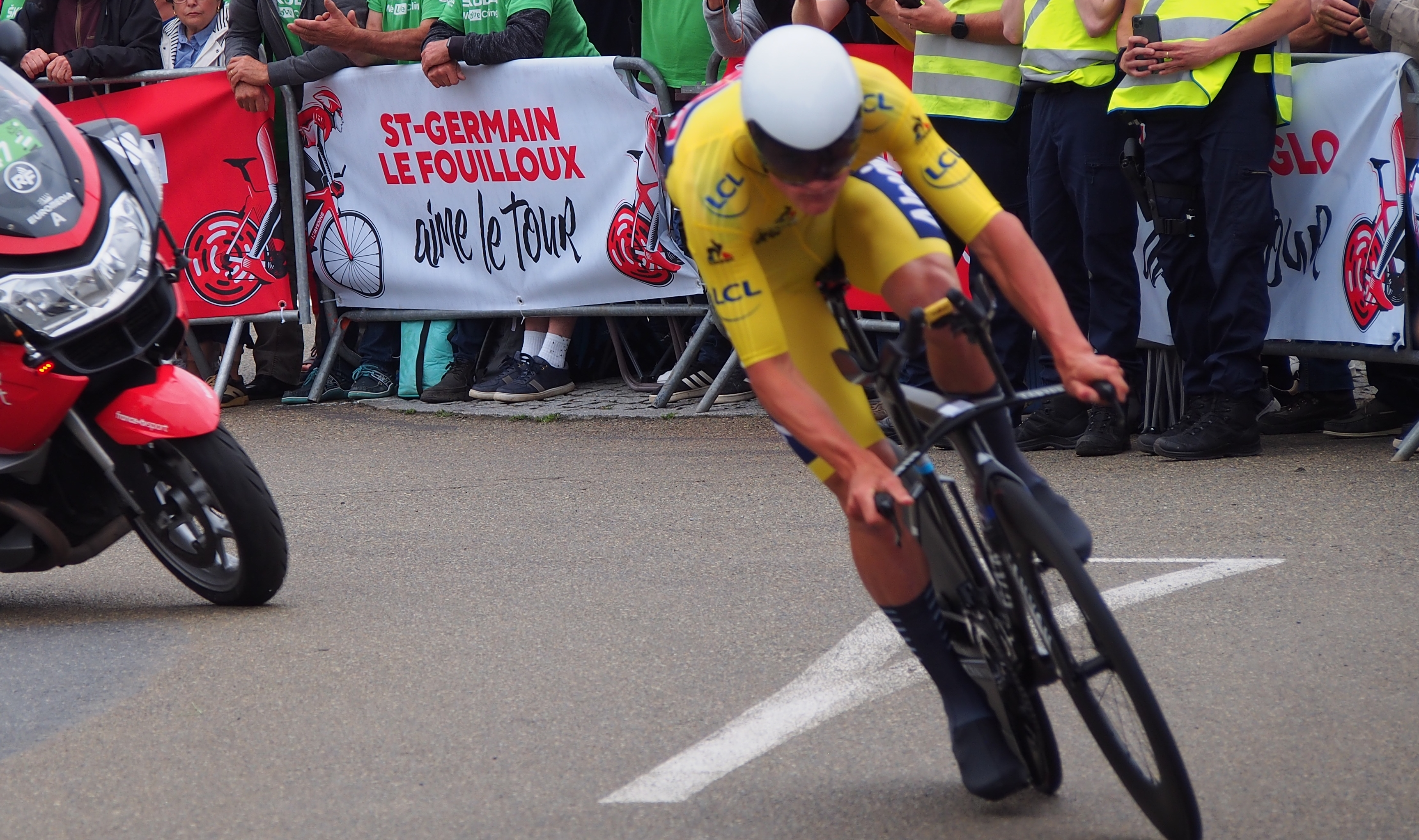
Van der Poel in maglia gialla impegnato nella cronometro Changé-Laval della quinta tappa del Tour de France 2021

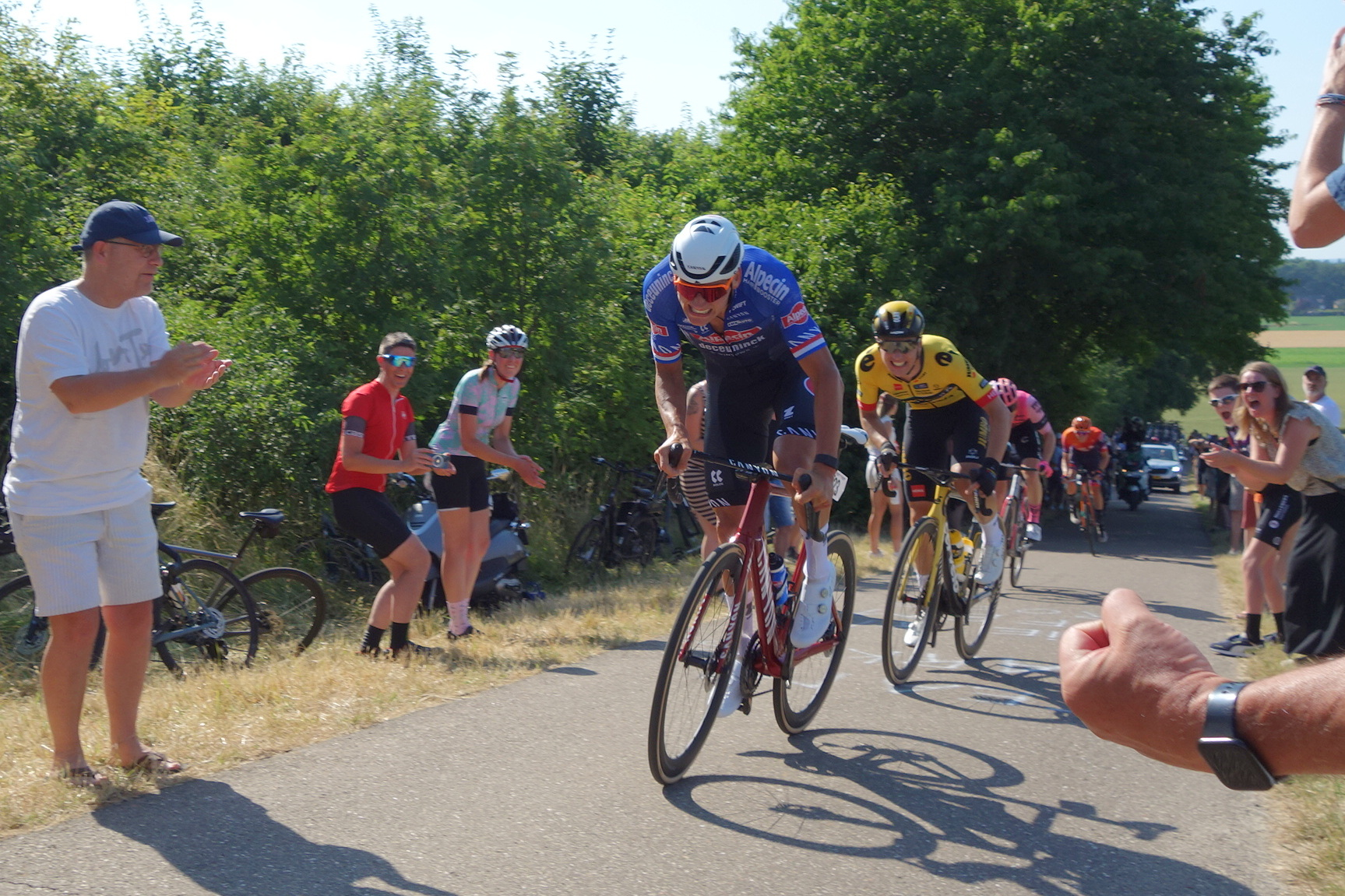
Uno dei celebri attacchi di van der Poel, nell'occasione al campionato nazionale 2023 chiuso al terzo posto

Nel 2016-2017 arriva secondo ai campionati del mondo di Bieles, battuto dal solo Van Aert, e si diploma ancora campione olandese Elite; vince inoltre sette gare su otto del Superprestige e la classifica generale della competizione, tre gare di Coppa del mondo e altrettante nel DVV Verzekeringen Trofee. Nella stagione su strada subito seguente si aggiudica invece la seconda tappa del Giro del Belgio 2017, la seconda e la terza frazione e la classifica generale della Boucles de la Mayenne e la Dwars door het Hageland. Parallelamente all'attività su strada si avvicina anche al mountain biking, specialità cross country, con l'obiettivo di qualificarsi alla gara dei Giochi olimpici di Tokyo 2020. Nel maggio 2017 conclude ottavo nella tappa di Coppa del mondo MTB di Nové Město na Moravě e sette giorni dopo raggiunge il secondo posto in quella di Albstadt, battuto solo dal campione olimpico e mondiale Nino Schurter. Nello stesso anno ottiene il quarto posto ai campionati del mondo di cross country marathon a Singen.

### 2020-2021: le prime grandi vittorie su strada
Dopo un 2019 che lo ha visto trionfare, tra le altre, nella corsa di casa, l'Amstel Gold Race, Van der Poel ottiene la definitiva consacrazione come stradista nel 2020: in una stagione caratterizzata dalla pandemia globale, l'olandese conquista la prima classica monumento in carriera, il Giro delle Fiandre, dove batte al fotofinish in un serrato sprint a due il rivale di sempre Van Aert. Van der Poel, che in precedenza aveva conquistato il titolo nazionale in linea, la settima tappa della Tirreno-Adriatico, la quinta tappa e la classifica generale del BinckBank Tour, oltre al sesto posto alla Liegi-Bastogne-Liegi, termina l'annata con cinque successi.
La stagione su strada 2021 inizia subito con il piede giusto, vincendo la tappa inaugurale dell'UAE Tour e facendo sua la Strade Bianche. Affronta la Tirreno-Adriatico con l'obiettivo di preparare nel migliore dei modi la Milano-Sanremo: alla Corsa dei Due Mari si impone nella terza e nella quinta frazione, ma nella Classicissima non riesce ad andare oltre il quinto posto. Parte di nuovo da grande favorito al Giro delle Fiandre, ma chiude al secondo posto in una volata a due, al termine di un lungo testa a testa con il vincitore Kasper Asgreen. Dopo un periodo di stacco, in preparazione al Tour de France si aggiudica la seconda e la terza tappa del Giro di Svizzera: al debutto alla Grande Boucle vince la seconda tappa sul Mûr-de-Bretagne e veste la maglia gialla per sette giorni, prima di abbandonare la corsa a tappe transalpina all'alba della nona giornata di corsa. Nel finale di stagione partecipa ad alcune semiclassiche belghe, conquistando l'Antwerp Port Epic, e conclude ottavo nella prova in linea del Mondiale delle Fiandre e terzo alla Parigi-Roubaix. Partecipa al Tour de France 2025, ma si ritira durante la 16ª tappa.

## Palmarès

### Strada
- 2012 (Juniores)

Classifica generale Ronde des Vallées
- 2013 (Juniores)

1ª tappa Corsa della Pace Juniores (Litoměřice > Litoměřice)
2ª tappa Grand Prix Général Patton (Wincrange > Wincrange)
1ª tappa Rhône Alpes-Valromey Tour (Saint-Maurice-de-Gourdans > Cheignieu-la-Balme)
4ª tappa Rhône Alpes-Valromey Tour (Artemare > Hauteville-Lompnes)
Classifica generale Rhône Alpes-Valromey Tour
Campionati olandesi, Prova in linea Juniores
1ª tappa Trophée Centre Morbihan (Elven > Gourhel)
Classifica generale Trophée Centre Morbihan
1ª tappa Grand Prix Rüebliland (Bettwil > Bettwil)
2ª tappa Grand Prix Rüebliland (Leutwil > Leutwil)
3ª tappa Grand Prix Rüebliland (Hunzenschwil > Hunzenschwil, cronometro)
Classifica generale Grand Prix Rüebliland
Campionati del mondo, Prova in linea Juniores
- 2014 (BKCP-Powerplus, una vittoria)

Ronde van Limburg
3ª tappa Tour Alsace (Soultz-Haut-Rhin > Cernay)
4ª tappa Baltic Chain Tour (Pärnu > Viljandi)
Classifica generale Baltic Chain Tour
- 2017 (Beobank-Corendon, cinque vittorie)

2ª tappa Giro del Belgio (Knokke-Heist > Moorslede)
2ª tappa Boucles de la Mayenne (Chantrigné > Hambers)
3ª tappa Boucles de la Mayenne (Saint-Cyr-le-Gravelais > Laval)
Classifica generale Boucles de la Mayenne
Dwars door het Hageland
- 2018 (Corendon-Circus, sei vittorie)

1ª tappa Boucles de la Mayenne (Renault Saint-Berthevin > Gorron)
Classifica generale Boucles de la Mayenne
Ronde van Limburg
Campionati olandesi, Prova in linea
1ª tappa Arctic Race of Norway (Vadsø > Kirkenes)
4ª tappa Arctic Race of Norway (Kvalsund > Alta)
- 2019 (Corendon-Circus, dieci vittorie)

1ª tappa Tour of Antalya (Beşkonak > Adalia)
Grand Prix de Denain
Dwars door Vlaanderen
1ª tappa Circuit de la Sarthe (La Châtaigneraie > La Châtaigneraie)
Freccia del Brabante
Amstel Gold Race
1ª tappa Arctic Race of Norway (Å > Leknes)
4ª tappa Tour of Britain (Gateshead > Kendal)
7ª tappa Tour of Britain (Warwick > Burton Dassett Country Park)
8ª tappa Tour of Britain (Altrincham > Manchester)
Classifica generale Tour of Britain
- 2020 (Alpecin-Fenix, cinque vittorie)

Campionati olandesi, Prova in linea
7ª tappa Tirreno-Adriatico (Pieve Torina > Loreto)
5ª tappa BinckBank Tour (Ottignies-Louvain-la-Neuve > Geraardsbergen)
Classifica generale BinckBank Tour
Giro delle Fiandre
- 2021 (Alpecin-Fenix, otto vittorie)

1ª tappa UAE Tour (Al Dhafra Castle > Al Mirfa)
Strade Bianche
3ª tappa Tirreno-Adriatico (Monticiano > Gualdo Tadino)
5ª tappa Tirreno-Adriatico (Castellalto > Castelfidardo)
2ª tappa Giro di Svizzera (Neuhausen am Rheinfall > Lachen)
3ª tappa Giro di Svizzera (Lachen > Pfaffnau)
2ª tappa Tour de France (Perros-Guirec > Mûr-de-Bretagne)
Antwerp Port Epic
- 2022 (Alpecin-Fenix/Alpecin-Deceuninck, cinque vittorie)

4ª tappa Settimana Internazionale di Coppi e Bartali (Montecatini Terme > Montecatini Terme)
Dwars door Vlaanderen
Giro delle Fiandre
1ª tappa Giro d'Italia (Budapest > Visegrád)
Grand Prix de Wallonie
- 2023 (Alpecin-Deceuninck, sei vittorie)

Milano-Sanremo
Parigi-Roubaix
4ª tappa Giro del Belgio (Durbuy > Durbuy)
Classifica generale Giro del Belgio
Campionati del mondo, Prova in linea
Super 8 Classic
- 2024 (Alpecin-Deceuninck, quattro vittorie)

E3 Saxo Classic
Giro delle Fiandre
Parigi-Roubaix
1ª tappa Giro del Lussemburgo (Lussemburgo > Lussemburgo)
- 2025 (Alpecin-Deceuninck, cinque vittorie)

Le Samyn
Milano-Sanremo
E3 Saxo Classic
Parigi-Roubaix
2ª tappa Tour de France (Lauwin-Planque > Boulogne-sur-Mer)

#### Altri successi
- 2012 (Juniores)

Classifica scalatori Trofeo Karlsberg
Classifica giovani Tour du Valromey
Classifica giovani Ronde des Vallées
- 2013 (Juniores)

Classifica a punti Grand Prix Général Patton
Classifica scalatori Grand Prix Général Patton
Classifica a punti Trophée Centre Morbihan
Classifica a punti Grand Prix Rüebliland
- 2014 (BKCP-Powerplus)

1ª tappa Tour de la Province de Liège (Wanze > Wanze)
Classifica giovani Baltic Chain Tour
Classifica a punti Baltic Chain Tour
- 2015 (BKCP-Powerplus)

4ª tappa Tour de la Province de Liège (Stoumont > Stoumont)
- 2016 (Beobank-Corendon)

Sint-Elooisprijs
- 2017 (Beobank-Corendon)

Classifica a punti Boucles de la Mayenne
Classifica giovani Boucles de la Mayenne
- 2018 (Corendon-Circus)

Classifica a punti Arctic Race of Norway
- 2019 (Corendon-Circus)

Dernycriterium van Antwerpen
Draai van de Kaai
- 2022 (Alpecin-Fenix/Alpecin-Deceuninck)

Premio della Combattività Giro d'Italia
Daags na de Tour
Profronde van Surhuisterveen
RaboRonde Heerlen
Stadsprijs Geraardsbergen
Izegem Koers
- 2023 (Alpecin-Deceuninck)

Classifica a punti Giro del Belgio
Criterium van Aalst
Acht van Chaam
Profronde van Etten-Leur
Madrid Criterium
- 2024 (Alpecin-Deceuninck)

Criterium van Roeselare
Profronde van Etten-Leur
Classifica a punti Giro del Lussemburgo
Criterium de La Nucía

### Ciclocross
- 2013-2014 (BKCP-Powerplus, una vittoria)

Cyclocross Heerlen (Heerlen)
- 2014-2015 (BKCP-Powerplus, undici vittorie)

Cyclocross Gieten (Gieten, 1ª prova Superprestige)
Scheldecross (Anversa)
Waaslandcross (Sint-Niklaas)
Cyclocross Diegem (Diegem, 6ª prova Superprestige)
Cyclocross Leuven (Lovanio)
Campionati olandesi, gara Elite
Grote Prijs Adrie van der Poel (Hoogerheide, 6ª prova Coppa del mondo)
Campionati del mondo, gara Elite
Krawatencross (Lille, 8ª prova Bpost Bank Trofee)
Vlaamse Aardbeiencross (Hoogstraten, 7ª prova Superprestige)
Cyclocross Heerlen (Heerlen)
- 2015-2016 (BKCP-Corendon, undici vittorie)

Vlaamse Druivencross (Overijse)
Cyclo-cross de la Citadelle (Namur, 4ª prova Coppa del mondo)
Grote Prijs Eric De Vlaeminck (Heusden-Zolder, 5ª prova Coppa del mondo)
Cyclocross Diegem (Diegem, 6ª prova Superprestige)
Campionati olandesi, gara Elite
Weversmisdagcross (Otegem)
Kasteelcross (Zonnebeke)
Cyclo-cross de Lignières-en-Berry (Lignières, 6ª prova Coppa del mondo)
Grote Prijs Adrie van der Poel (Hoogerheide, 7ª prova Coppa del mondo)
Vlaamse Aardbeiencross (Hoogstraten, 7ª prova Superprestige)
Noordzeecross (Middelkerke, 8ª prova Superprestige)
- 2016-2017 (Beobank-Corendon, ventidue vittorie)

Cyclocross Gieten (Gieten, 1ª prova Superprestige)
Berencross (Meulebeke)
Cyclocross Zonhoven (Zonhoven, 2ª prova Superprestige)
Caubergcross (Valkenburg, 3ª prova Coppa del mondo)
Cyclocross Ruddervoorde (Ruddervoorde, 3ª prova Superprestige)
Grote Prijs van Brabant ('s-Hertogenbosch)
Cyclocross Gavere (Gavere, 4ª prova Superprestige)
Poldercross (Zeven, 5ª prova Coppa del mondo)
Flandriencross (Hamme, 3ª prova DVV Verzekeringen Trofee)
Zilvermeercross (Mol)
Vlaamse Druivencross (Overijse)
Scheldecross (Anversa, 5ª prova DVV Verzekeringen Trofee)
Cyclo-cross de la Citadelle (Namur, 6ª prova Coppa del mondo)
Cyclocross Diegem (Diegem, 6ª prova Superprestige)
Campionati olandesi, gara Elite
Weversmisdagcross (Otegem)
Parkcross (Maldegem)
Krawatencross (Lille, 8ª prova DVV Verzekeringen Trofee)
Vlaamse Aardbeiencross (Hoogstraten, 7ª prova Superprestige)
Noordzeecross (Middelkerke, 8ª prova Superprestige)
Vestingcross (Hulst)
Cyclocross Leuven (Lovanio)
- 2017-2018 (Beobank-Corendon/Corendon-Circus, trentuno vittorie)

Grote Prijs Stad Eeklo (Eeklo)
Jingle Cross (Iowa City, 1ª prova Coppa del mondo)
Cyclo-Cross Collective Cup #1 (Waterloo)
Cyclo-Cross Collective Cup #2 (Waterloo, 2ª prova Coppa del mondo)
Cyclocross Gieten (Gieten, 1ª prova Superprestige)
Berencross (Meulebeke)
Polderscross (Kruibeke)
Cyclocross Zonhoven (Zonhoven, 2ª prova Superprestige)
Duinencross (Koksijde, 3ª prova Coppa del mondo)
Grote Prijs van Brabant (Rosmalen)
Cyclocross Ruddervoorde (Ruddervoorde, 4ª prova Superprestige)
Koppenbergcross (Oudenaarde, 2ª prova DVV Verzekeringen Trofee)
Campionati europei, gara Elite
Cyclocross Bogense (Bogense, 4ª prova Coppa del mondo)
Flandriencross (Hamme, 3ª prova DVV Verzekeringen Trofee)
Cyclocross Essen (Essen, 4ª prova DVV Verzekeringen Trofee)
Vlaamse Druivencross (Overijse)
Scheldecross (Anversa, 5ª prova DVV Verzekeringen Trofee)
Grote Prijs Eric De Vlaeminck (Heusden-Zolder, 7ª prova Coppa del mondo)
Azencross (Loenhout, 6ª prova DVV Verzekeringen Trofee)
Cyclocross Diegem (Diegem, 6ª prova Superprestige)
Grote Prijs Sven Nys (Baal, 7ª prova DVV Verzekeringen Trofee)
Campionati olandesi, gara Elite
Weversmisdagcross (Otegem)
Cyclo-cross de Nommay (Nommay, 8ª prova Coppa del mondo)
Grote Prijs Adrie van der Poel (Hoogerheide, 9ª prova Coppa del mondo)
Krawatencross (Lille, 8ª prova DVV Verzekeringen Trofee)
Vlaamse Aardbeiencross (Hoogstraten, 7ª prova Superprestige)
Noordzeecross (Middelkerke, 8ª prova Superprestige)
Vestingcross (Hulst)
Internationale Sluitingsprijs (Oostmalle)
- 2018-2019 (Corendon-Circus, trentadue vittorie)

Berencross (Meulebeke)
Grote Prijs Mario De Clercq (Ronse)
Cyclocross Gieten (Gieten, 1ª prova Superprestige)
Niels Albert CX (Boom, 2ª prova Superprestige)
Cyclocross Bern (Berna, 3ª prova Coppa del mondo)
Cyclocross Ruddervoorde (Ruddervoorde, 3ª prova Superprestige)
Campionati europei, gara Elite
Jaarmarktcross Niel (Niel, 2ª prova DVV Verzekeringen Trofee)
Cyclocross Gavere (Gavere, 4ª prova Superprestige)
Cyklokros Tábor (Tábor, 4ª prova Coppa del mondo)
Flandriencross (Hamme, 3ª prova DVV Verzekeringen Trofee)
Ambiancecross (Wachtebeke)
Duinencross (Koksijde, 5ª prova Coppa del mondo)
Scheldecross (Anversa, 4ª prova DVV Verzekeringen Trofee)
Cyclocross Zonhoven (Zonhoven, 5ª prova Superprestige)
Waaslandcross (Sint-Niklaas)
Cyclo-cross de la Citadelle (Namur, 6ª prova Coppa del mondo)
Grote Prijs Eric De Vlaeminck (Heusden-Zolder, 7ª prova Coppa del mondo)
Azencross (Loenhout, 5ª prova DVV Verzekeringen Trofee)
Cyclocross Diegem (Diegem, 6ª prova Superprestige)
Grote Prijs Sven Nys (Baal, 6ª prova DVV Verzekeringen Trofee)
Cyclocross Gullegem (Gullegem)
Brussels Universities Cyclocross (Bruxelles, 7ª prova DVV Verzekeringen Trofee)
Campionati olandesi, gara Elite
Weversmisdagcross (Otegem)
Grote Prijs Adrie van der Poel (Hoogerheide, 9ª prova Coppa del mondo)
Campionati del mondo, gara Elite
Parkcross (Maldegem)
Krawatencross (Lille, 8ª prova DVV Verzekeringen Trofee)
Vlaamse Aardbeiencross (Hoogstraten, 7ª prova Superprestige)
Noordzeecross (Middelkerke, 8ª prova Superprestige)
Vestingcross (Hulst)
- 2019-2020 (Corendon-Circus/Alpecin-Fenix, ventiquattro vittorie)

Cyclocross Ruddervoorde (Ruddervoorde, 4ª prova Superprestige)
Campionati europei, gara Elite
Jaarmarktcross Niel (Niel)
Cyklokros Tábor (Tábor, 4ª prova Coppa del mondo)
Flandriencross (Hamme, 2ª prova DVV Verzekeringen Trofee)
Ambiancecross (Wachtebeke)
Duinencross (Koksijde, 5ª prova Coppa del mondo)
Urban Cross (Kortrijk, 3ª prova DVV Verzekeringen Trofee)
Zilvermeercross (Mol)
Vlaamse Druivencross (Overijse)
Waaslandcross (Sint-Niklaas)
Cyclo-cross de la Citadelle (Namur, 6ª prova Coppa del mondo)
Grote Prijs Eric De Vlaeminck (Heusden-Zolder, 7ª prova Coppa del mondo)
Azencross (Loenhout, 5ª prova DVV Verzekeringen Trofee)
Cyclocross Diegem (Diegem, 6ª prova Superprestige)
Versluys Cyclocross (Bredene)
Grote Prijs Sven Nys (Baal, 6ª prova DVV Verzekeringen Trofee)
Cyclocross Gullegem (Gullegem)
Brussels Universities Cyclocross (Bruxelles, 7ª prova DVV Verzekeringen Trofee)
Campionati olandesi, gara Elite
Weversmisdagcross (Otegem)
Kasteelcross (Zonnebeke)
Grote Prijs Adrie van der Poel (Hoogerheide, 9ª prova Coppa del mondo)
Campionati del mondo, gara Elite
- 2020-2021 (Alpecin-Fenix, dieci vittorie)

Scheldecross (Anversa, 3ª prova X2O Badkamers Trofee)
Cyclo-cross de la Citadelle (Namur, 2ª prova Coppa del mondo)
Cyclocross Essen (Essen)
Grote Prijs Eric De Vlaeminck (Heusden-Zolder, 7ª prova Superprestige)
Versluys Cyclocross (Bredene)
Grote Prijs Sven Nys (Baal, 5ª prova X2O Badkamers Trofee)
Cyclocross Gullegem (Gullegem)
Vestingcross (Hulst, 4ª prova Coppa del mondo)
Flandriencross (Hamme, 6ª prova X2O Badkamers Trofee)
Campionati del mondo, gara Elite
- 2022-2023 (Alpecin-Deceuninck, sette vittorie)

Vestingcross (Hulst, 7ª prova Coppa del mondo)
Scheldecross (Anversa, 8ª prova Coppa del mondo)
Cyclocross Gavere (Gavere, 11ª prova Coppa del mondo)
Herentals Crosst (Herentals, 4ª prova X2O Badkamers Trofee)
CX Benidorm Costa Blanca (Benidorm, 13ª prova Coppa del mondo)
Cyclo-cross de Besançon (Besançon, 14ª prova Coppa del mondo)
Campionati del mondo, gara Elite
- 2023-2024 (Alpecin-Deceuninck, tredici vittorie)

Herentals Crosst (Herentals, 3ª prova X2O Badkamers Trofee)
Zilvermeercross (Mol)
Scheldecross (Anversa, 9ª prova Coppa del mondo)
Cyclocross Gavere (Gavere, 10ª prova Coppa del mondo)
Cyclocross Diegem (Diegem, 7ª prova Superprestige)
Azencross (Loenhout)
Vestingcross (Hulst, 11ª prova Coppa del mondo)
Grote Prijs Sven Nys (Baal, 4ª prova X2O Badkamers Trofee)
Duinencross (Koksijde, 5ª prova X2O Badkamers Trofee)
Cyclocross Zonhoven (Zonhoven, 12ª prova Coppa del mondo)
Flandriencross (Hamme, 6ª prova X2O Badkamers Trofee)
Grote Prijs Adrie van der Poel (Hoogerheide, 14ª prova Coppa del mondo)
Campionati del mondo, gara Elite
- 2024-2025 (Alpecin-Deceuninck, otto vittorie)

Cyclocross Zonhoven (Zonhoven, 6ª prova Coppa del mondo)
Zilvermeercross (Mol, 5ª prova Superprestige)
Cyclocross Gavere (Gavere, 7ª prova Coppa del mondo)
Azencross (Loenhout)
Cyclo-cross de Besançon (Besançon, 8ª prova Coppa del mondo)
Cyclocross Maasmechelen (Maasmechelen, 11ª prova Coppa del mondo)
Grote Prijs Adrie van der Poel (Hoogerheide, 12ª prova Coppa del mondo)
Campionati del mondo, gara Elite

#### Altri successi
- 2014-2015 (BKCP-Powerplus)

Classifica generale Superprestige
- 2016-2017 (Beobank-Corendon)

Classifica generale Superprestige
- 2017-2018 (Beobank-Corendon/Corendon-Circus)

Classifica generale Coppa del mondo
Classifica generale DVV Verzekeringen Trofee
Classifica generale Superprestige
- 2018-2019 (Corendon-Circus)

Classifica generale DVV Verzekeringen Trofee
Classifica generale Superprestige

### Mountain biking
- 2016 (Beobank-Corendon, due vittorie)

1ª tappa Afxentia Stage Race
Stad Beringen Benelux Cup, Cross country
- 2017 (Beobank-Corendon, tre vittorie)

1ª tappa Belgian Mountainbike Challenge
2ª tappa Belgian Mountainbike Challenge
Classifica generale Belgian Mountainbike Challenge
- 2018 (Corendon-Circus, nove vittorie)

La Hallonienne
1ª tappa La Rioja Bike Race
2ª tappa La Rioja Bike Race
3ª tappa La Rioja Bike Race
Classifica generale La Rioja Bike Race
Campionati olandesi, Cross country
3ª prova Coppa del mondo, Cross country short track (Albstadt)
4ª prova Coppa del mondo, Cross country short track (Val di Sole)
7ª prova Coppa del mondo, Cross country short track (La Bresse)
- 2019 (Corendon-Circus, quattordici vittorie)

Prologo Belgian Mountainbike Challenge
1ª tappa Belgian Mountainbike Challenge
2ª tappa Belgian Mountainbike Challenge
3ª tappa Belgian Mountainbike Challenge
Classifica generale Belgian Mountainbike Challenge
1ª prova Coppa del mondo, Cross country short track (Albstadt)
2ª prova Coppa del mondo, Cross country short track (Nové Město na Moravě)
2ª prova Coppa del mondo, Cross country (Nové Město na Moravě)
4ª prova Coppa del mondo, Cross country short track (Les Gets)
Campionati europei, Cross country
5ª prova Coppa del mondo, Cross country short track (Val di Sole)
5ª prova Coppa del mondo, Cross country (Val di Sole)
6ª prova Coppa del mondo, Cross country short track (Lenzerheide)
6ª prova Coppa del mondo, Cross country (Lenzerheide)
- 2021 (Alpecin-Fenix, due vittorie)

1ª prova Coppa del mondo, Cross country short track (Albstadt)
2ª prova Coppa del mondo, Cross country short track (Nové Město na Moravě)

### Gravel
- 2024 (Alpecin-Deceuninck, una vittoria)

Campionati del mondo, gara Elite

## Piazzamenti

### Grandi Giri
- Giro d'Italia

2022: 57º
- Tour de France

2021: non partito (9ª tappa)
2022: ritirato (11ª tappa)
2023: 57º
2024: 96º
2025: non partito (16ª tappa)

### Classiche monumento
- Milano-Sanremo

2020: 13º
2021: 5º
2022: 3º
2023: vincitore
2024: 10º
2025: vincitore
- Giro delle Fiandre

2019: 4º
2020: vincitore
2021: 2º
2022: vincitore
2023: 2º
2024: vincitore
2025: 3º
- Parigi-Roubaix

2021: 3º
2022: 9º
2023: vincitore
2024: vincitore
2025: vincitore
- Liegi-Bastogne-Liegi

2020: 6º
2024: 3º
- Giro di Lombardia

2020: 10º

### Competizioni mondiali
- Campionati del mondo su strada

Limburgo 2012 - In linea Juniores: 9º
Toscana 2013 - Cronometro Juniores: 50º
Toscana 2013 - In linea Juniores: vincitore
Ponferrada 2014 - In linea Under-23: 10º
Yorkshire 2019 - In linea Elite: 43º
Fiandre 2021 - In linea Elite: 8º
Wollongong 2022 - Staffetta mista: 5º
Wollongong 2022 - In linea Elite: ritirato
Glasgow 2023 - In linea Elite: vincitore
Zurigo 2024 - In linea Elite: 3º
- UCI World Ranking

UCI World Ranking 2015: 582º
UCI World Ranking 2016: 1174º
UCI World Ranking 2017: 167º
UCI World Ranking 2018: 111º
UCI World Ranking 2019: 12º
UCI World Ranking 2020: 4º
UCI World Ranking 2021: 7º
UCI World Ranking 2022: 9º
UCI World Ranking 2023: 7º
UCI World Ranking 2024: 5º
- Campionati del mondo di ciclocross

Koksijde 2012 - Juniores: vincitore
Louisville 2013 - Juniores: vincitore
Hoogerheide 2014 - Under-23: 3º
Tábor 2015 - Elite: vincitore
Heusden-Zolder 2016 - Elite: 5º
Bieles 2017 - Elite: 2º
Valkenburg 2018 - Elite: 3º
Bogense 2019 - Elite: vincitore
Dübendorf 2020 - Elite: vincitore
Ostenda 2021 - Elite: vincitore
Hoogerheide 2023 - Elite: vincitore
Tábor 2024 - Elite: vincitore
Liévin 2025 - Elite: vincitore
- Campionati del mondo di mountain bike

Lenzerheide 2018 - Staffetta a squadre: 9º
Lenzerheide 2018 - Cross country Elite: 3º
Glasgow 2023 - Cross country Elite: ritirato
- Campionati del mondo di mountain bike marathon

Singen 2017 - Marathon: 4º
- Campionati del mondo gravel

Veneto 2022 - Elite: 3º
Fiandre 2024 - Elite: vincitore
- Giochi olimpici

Tokyo 2020 - Cross country: ritirato
Parigi 2024 - In linea: 12º

### Competizioni continentali
- Campionati europei su strada

Glasgow 2018 - In linea Elite: 2º
Plouay 2020 - In linea Elite: 4º
Limburgo 2024 - In linea Elite: 30º
- Campionati europei di ciclocross

Lucca 2011 - Juniores: vincitore
Ipswich 2012 - Juniores: vincitore
Mladá Boleslav 2013 - Under-23: 2º
Pontchâteau 2016 - Elite: 2º
Tábor 2017 - Elite: vincitore
Rosmalen 2018 - Elite: vincitore
Silvelle 2019 - Elite: vincitore
- Campionati europei di mountain bike

Brno 2019 - Cross country Elite: vincitore

## Riconoscimenti
- Ciclista olandese Under-23 dell'anno nel 2013[36]
- Talento olandese dell'anno nel 2013[37]
- Koning Winter nel 2015,[38] 2017,[39] 2018[40] e 2019[senza fonte]
- Flandrien nel Ciclocross nel 2015,[41] 2017[42] e 2018[43]
- Mountain biker olandese dell'anno nel 2017,[44] 2018,[45] 2019[46] e 2021[47]
- Ciclista olandese dell'anno nel 2019,[48] 2020,[49] 2023[50] e 2024[51]
- Sportivo olandese dell'anno nel 2019[52] e 2023[53]
- Trofeo Eddy Merckx nel 2023[54]
- Trofeo Internazionale Flandrien nel 2023[55]